# 12801 Somekawa
12801 Somekawa (1995 XD) là một tiểu hành tinh vành đai chính được phát hiện ngày 2 tháng 12 năm 1995 bởi T. Kobayashi ở Oizumi.